# Suplac
Suplac (veraltet Seplaca oder Siplac; deutsch Schöndorf, ungarisch Küküllőszéplak) ist eine Gemeinde im Kreis Mureș in der Region Siebenbürgen in Rumänien.
Der Ort Suplac ist auch unter der ungarischen Bezeichnung Széplak bekannt.

## Geographische Lage

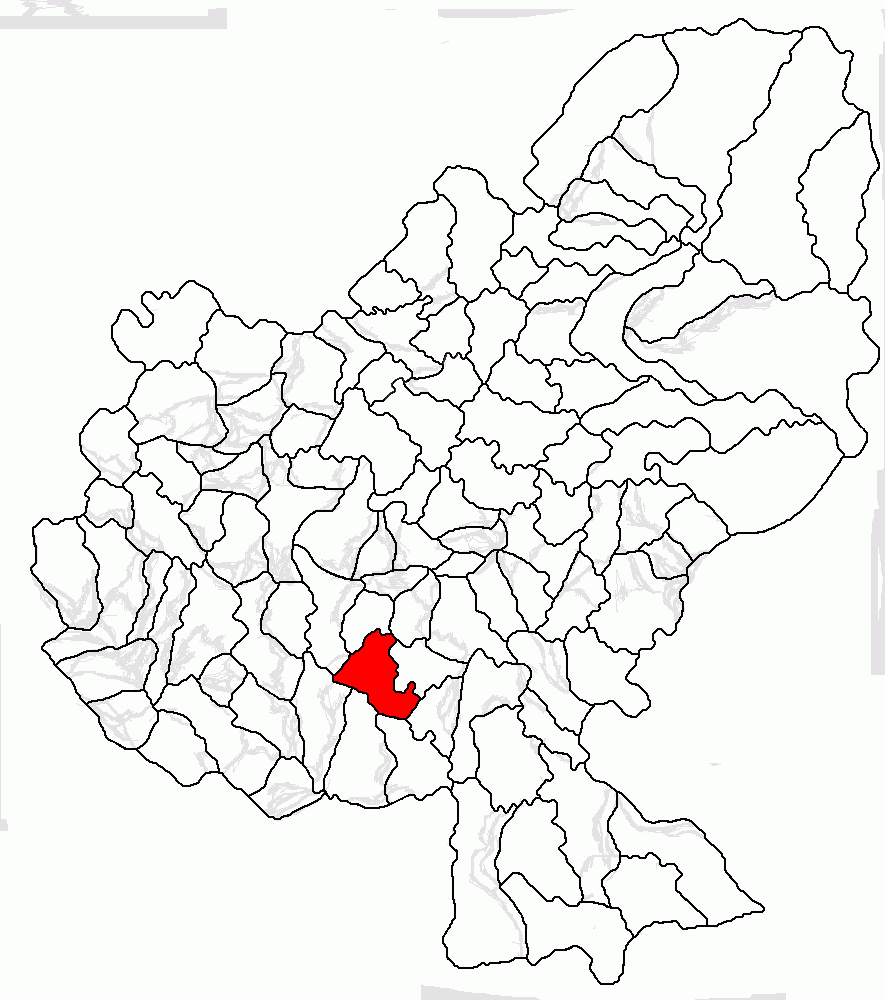
Lage der Gemeinde Suplac im Kreis Mureș

Die Gemeinde Suplac liegt im Kokeltal (Podișul Târnavelor) im südlichen Teil des Kreises Mureș. Am Fluss Târnava Mică (Kleine Kokel), der Kreisstraße (Drum județean) DJ 142 und der Bahnstrecke Blaj–Târnăveni–Praid, befindet sich der Ort Suplac 21 Kilometer nordöstlich von der Stadt Târnăveni (Sankt Martin) und 38 Kilometer südlich von der Kreishauptstadt Târgu Mureș (Neumarkt am Mieresch) entfernt.
Die vier eingemeindeten Dörfer befinden sich zwischen drei und sechs Kilometern vom Gemeindezentrum entfernt.

## Geschichte
Der Ort Suplac wurde erstmals 1325 urkundlich erwähnt. Eine der wichtigsten Adelsfamilien des Ortes war die kroatische Familie Petrichevich-Horváth. Archäologische Funde sind außer einer Münze, die in Laslău Mic (Kleinlasseln) gefunden wurde und der Römerzeit zugeordnet wird und sich zurzeit in der Münzensammlung der Bergschule Schäßburgs befindet, auf dem Gebiet der Gemeinde nicht verzeichnet. In Schöndorf sind Anfang der Frühen Neuzeit eine gute Viehzucht und Salzquellen vermerkt.
Im Königreich Ungarn gehörte die heutige Gemeinde zum Teil dem Stuhlbezirk Dicsőszentmárton (Târnăveni) und die Dörfer Laslău Mare und Laslău Mic dem Stuhlbezirk Erzsébetváros (Dumbrăveni) im Komitat Klein-Kokelburg, anschließend dem historischen Kreis Târnava-Mică und ab 1950 dem heutigen Kreis Mureș an.
In der Gemeinde Suplac, die einst zu einer der Weinbauregionen Rumäniens gehörte, wird seit etwa zwei Jahrzehnt kein Weinbau mehr betrieben (Stand 2018).

## Bevölkerung
Die Bevölkerung der Gemeinde Suplac entwickelte sich wie folgt:
| 1850 | 3.260 | 1.579 | 910   | 542 | 229            |
| 1941 | 4.135 | 1.874 | 1.334 | 681 | 246            |
| 1977 | 3.420 | 1.340 | 1.425 | 536 | 119            |
| 1992 | 2.548 | 906   | 1.239 | 118 | 285            |
| 2002 | 2.369 | 904   | 1.092 | 15  | 358            |
| 2011 | 2.249 | 783   | 1.136 | 6   | 324 (Roma 263) |
| 2021 | 2.047 | 709   | 1.021 | 6   | 311 (Roma 209) |

Seit 1850 wurde auf dem Gebiet der heutigen Gemeinde die höchste Einwohnerzahl und die der Rumäniendeutschen 1941 registriert. Die höchste Einwohnerzahl der Rumänen (1.947) wurde 1956, die der Magyaren (1.619) 1910 und die der Roma (358) 2002 ermittelt.

## Sehenswürdigkeiten
- Im Gemeindezentrum Suplac die unitarische Kirche, 1699 errichtet, steht unter Denkmalschutz,[9] die reformierte Kirche, 1840 errichtet.[10]
- Im eingemeindeten Dorfe Idrifaia (Ederholz) die reformierte Kirche, Mitte des 18. Jahrhunderts errichtet.[11]
- Im eingemeindeten Dorf Laslău Mic (Kleinlasseln) die evangelische Kirche.

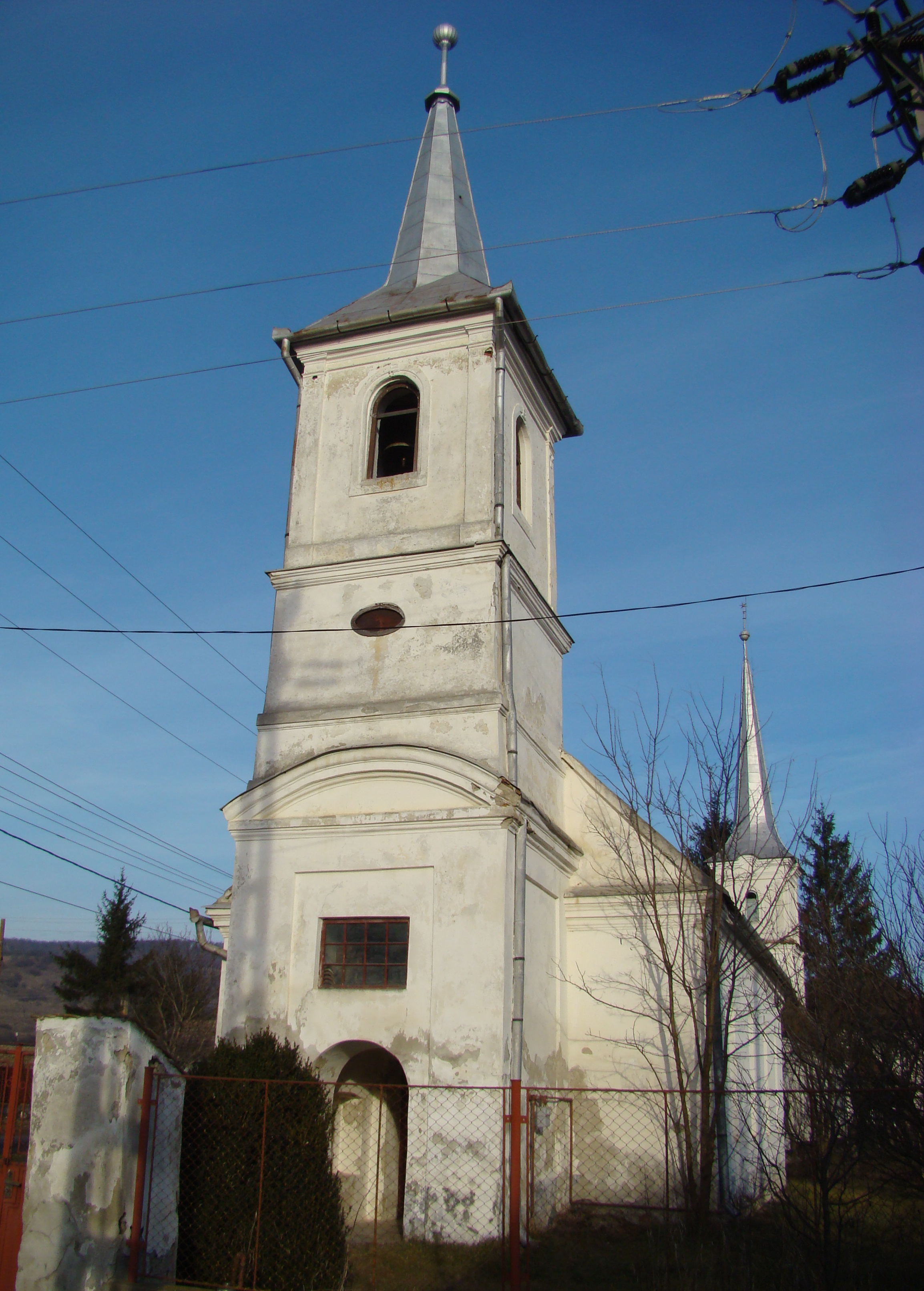
Unitare Kirche in Suplac
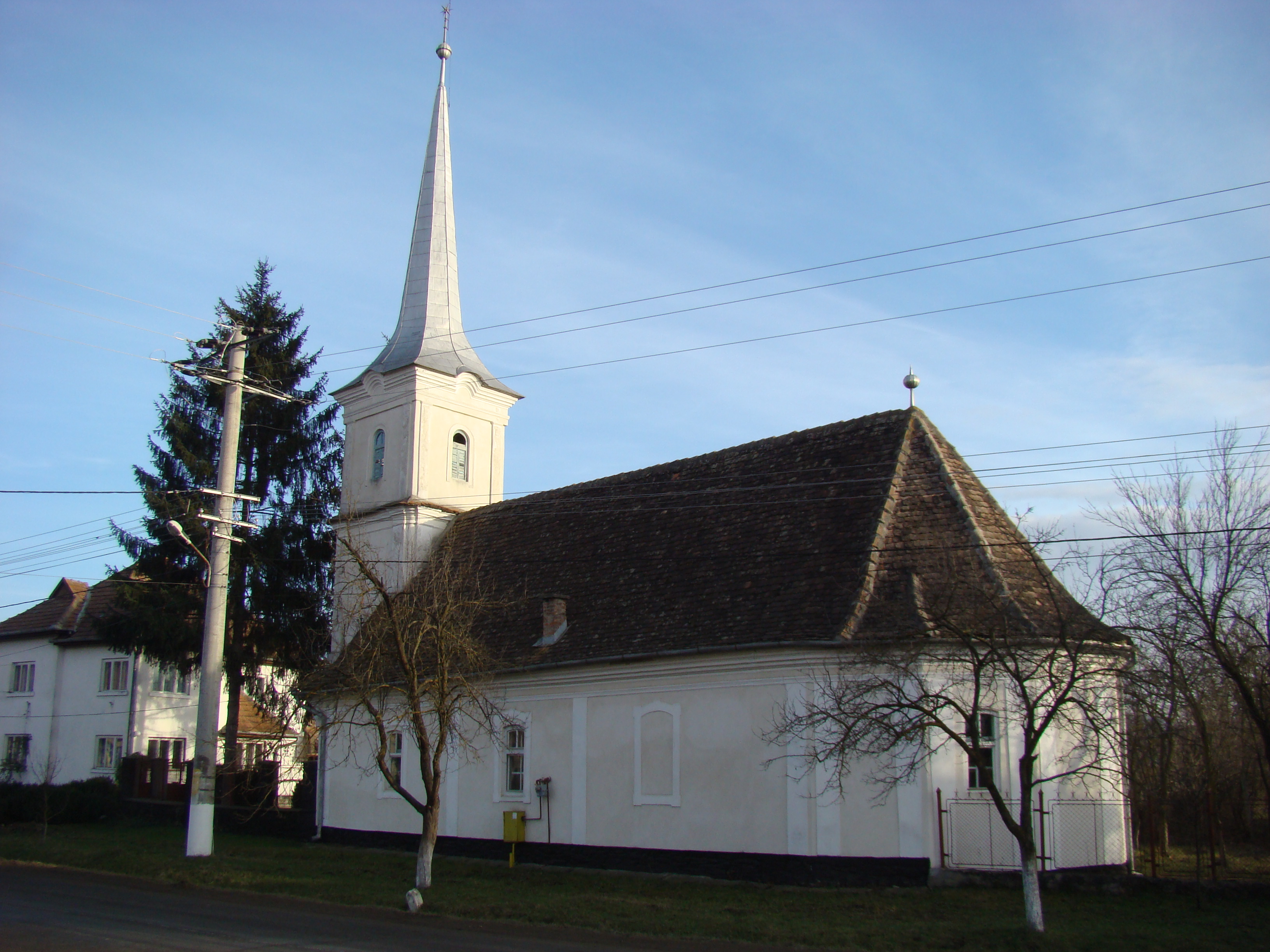
Reformierte Kirche in Suplac
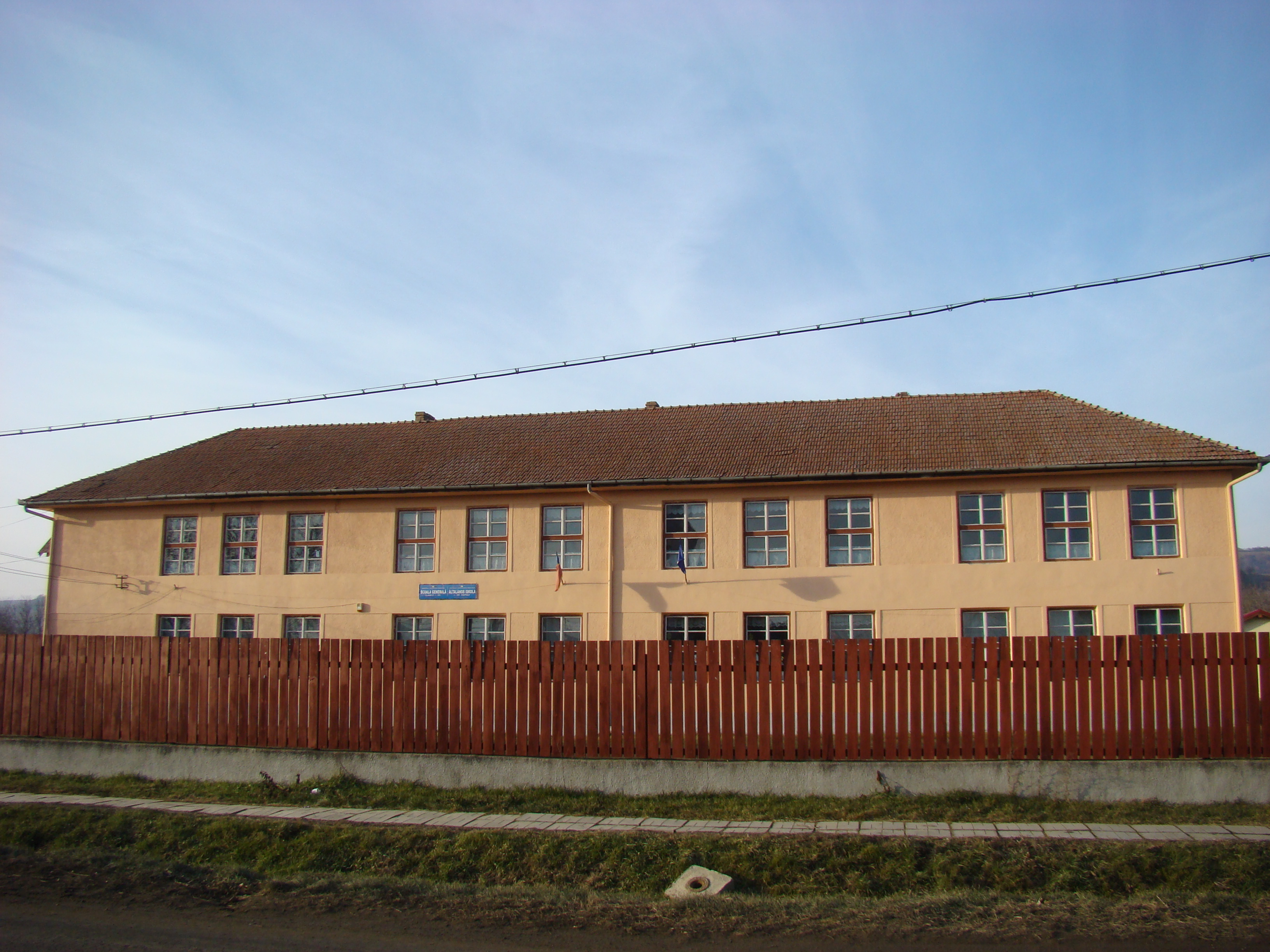
Schule in Sulpac

## Städtepartnerschaften
Das Dorf Idrifaia pflegt laut dessen Ortsschild eine Partnerschaft mit:
- Hédervár im Kreis Mosonmagyaróvár in Ungarn
- Zwartebroek in den Niederlanden
- Malinovo (Eberhard) in der Slowakei